# Яцек Чапутович
Яцек Кшиштоф Чапутович (пол. Jacek Krzysztof Czaputowicz; нар. 30 травня 1956, Варшава) — польський політик, професор соціальних наук, міністр закордонних справ Польщі в уряді Матеуша Моравєцького (2018—2020).

## Життєпис
У 1970-х роках співпрацював з демократичною опозицією, активно працював у «Солідарності», а під час воєнного стану 1981—1983 років був інтернований на 11 місяців.
У 1986 році закінчив Головну школу планування і статистики (нині — Варшавська школа економіки).
У 2008—2012 роках очолював Національну школу державного управління. З січня 2017 року був директором Дипломатичної академії Міністерства закордонних справ Польщі і заступником міністра закордонних справ.